# Bryssel
Artikeln behandlar Bryssels historia och funktion. För artiklar om kommun och region, se Bryssel (olika betydelser).

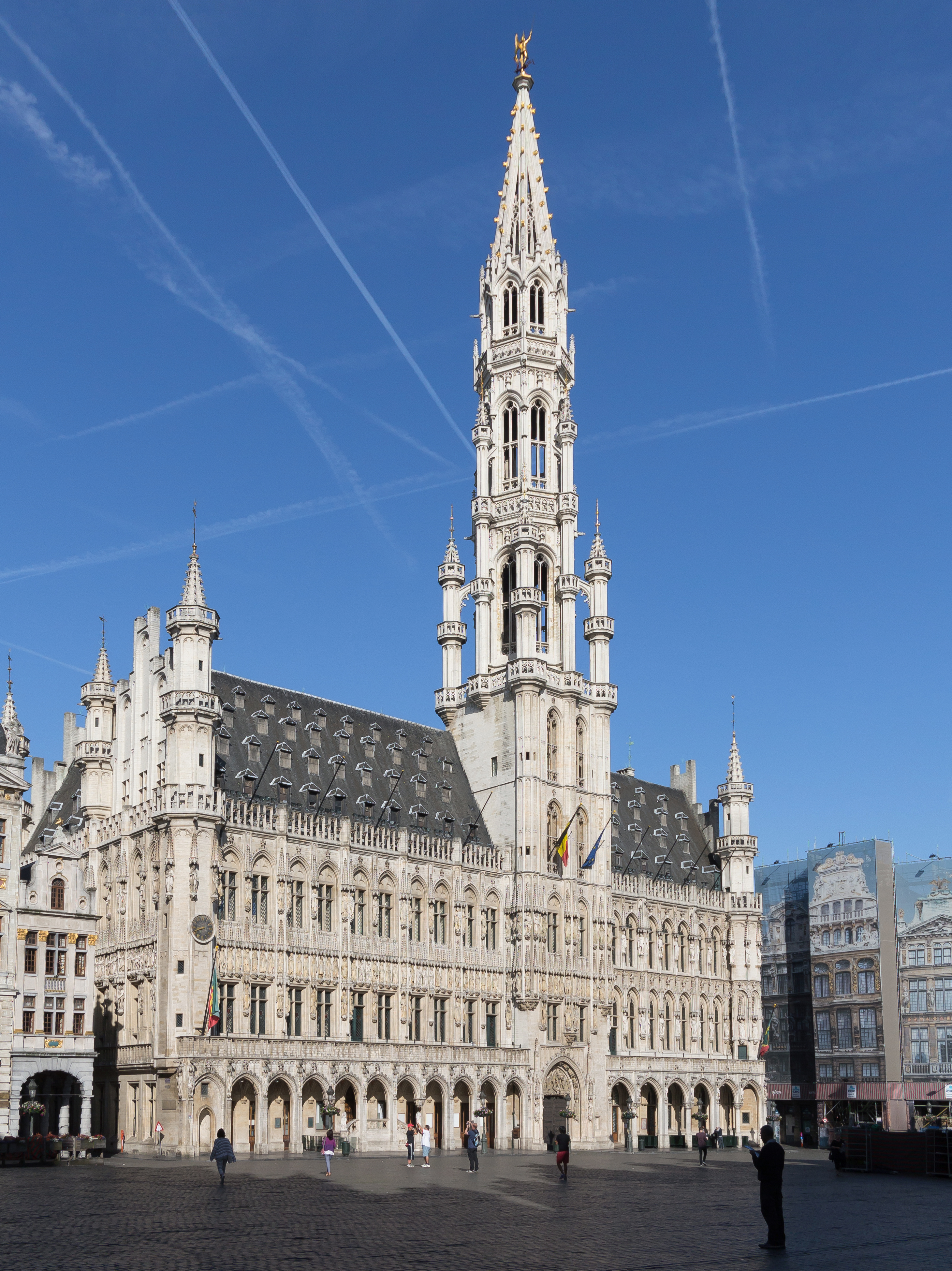
Stadshuset vid Grand-Place, "Stora torget", i centrala Bryssel.

Bryssel (franska: Bruxelles [bʁysɛl] ( lyssna) eller [bʁyksɛl] ( lyssna); nederländska: Brussel [ˈbrʏsəl] ( lyssna)) är Belgiens huvudstad. Vid sidan om Flandern och Vallonien är Bryssel även en av Belgiens tre regioner. Bryssels huvudstadsregion (franska Région de Bruxelles-Capitale, nederländska Brussels Hoofdstedelijk Gewest), som är helt omsluten av Flandern, skapades 1989 och består av 19 kommuner.
Bryssels stad (franska Bruxelles-Ville eller Ville de Bruxelles, nederländska Brussel-Stad eller Stad Brussel), den kommun där gamla stadskärnan ligger (samt vissa områden utanför centrum, bland annat Laeken), har 185 000 invånare (2020). Den administrativa regionen Bryssel har en befolkning på drygt 1,2 miljoner. Stor-Bryssel, inklusive förorter i regionerna Flandern och Vallonien, har en befolkning på ungefär 2,5 miljoner (2019). Stora delar av innerstaden ligger i andra kommuner än Bryssels kommun, till exempel Anderlecht, Schaerbeek och Ixelles.
Sedan andra världskrigets slut har Bryssel varit ett centrum för internationell politik och diplomati. Bryssel är funktionell huvudort för EU samt säte för kommissionen, rådet och Europaparlamentet (det sistnämnda tillsammans med Strasbourg). I staden ligger också flera av Europeiska unionens byråer (myndigheter). I staden finns även WCO, Eurocontrol och Natos högkvarter.
I Bryssel är språken franska och nederländska juridiskt jämlika, även om franska är helt dominerande i staden och modersmål för 85–90 procent av befolkningen.[källa behövs] Ungefär 10–15 % av befolkningen har nederländska som modersmål.[källa behövs] Det franska språkets dominans började under 1800-talet. Innan dess var nederländska det dominerande språket.
Stadens skyddshelgon är Sankt Mikael (Saint-Michel eller Sint-Michiel). Brysselkål odlades först i Belgien och är uppkallad efter staden. Kända sevärdheter i Bryssel är Atomium, Manneken Pis, Mont des Arts, Grand-Place-torget, stadshuset, Justitiepalatset och St. Michael och St. Gudula katedralen.
Bryssel har flera universitet, däribland Université Libre de Bruxelles (ULB) och Vrije Universiteit Brussel (VUB). Louvain-en-Woluwe, en filial till Université catholique de Louvain (UCL), inhyser en medicinsk fakultet. I staden finns även det nederländskspråkiga Katholieke Universiteit Brussel.

## Ortnamnet
De äldsta formerna av namnet är Broecsele, Brozella eller Bruocsella av nederländska broek 'bäck' och sali 'liten bebyggelse'. Betydelsen blir 'Bosättning i träskmark'.

## Historia
År 977 gav den tyske kejsaren Otto II nedre Lorraine, vid imperiets västra gräns, till Karl av Nedre Lorraine, den franske kungen Ludvig IV:s bannlyste son, och redan då omnämndes Bryssel. Staden anses ha grundats då Karl lät bygga ett litet fort runt 979 på ön Sint-Gorik (på franska Saint-Géry) i floden Senne. Vid slutet av 900-talet, i samband med Karls död, togs Nedre Lorraine över av Lambert I av Leuven. Under Lambert II av Leuvens regeringstid byggdes de första stadsmurarna. Den lilla staden blev på 1100-talet en viktig kommersiell knutpunkt, på vägen mellan Brygge (på nederländska Brugge) och Köln, och under denna tid bytte grevarna av Leuven namn till "Greve av Brabant". Från 1357 till 1379 byggdes en ny stad i närheten, då den tidigare visat sig vara för liten. Denna del av staden är idag känd som "inre ringen".
Väveriindustrin blev redan på 1300-talet en av stadens viktigaste näringar och under 1500-talet var Bryssel en av Nederländernas viktigaste städer. Åren 1550–1561 byggdes Willebroekkanalen vilken gav staden en 28 kilometer lång och 3,2 meter djup vattenväg till havet. Habsburgarna gynnade Bryssel och utvecklade ett påkostat hovliv i staden, särskilt Karl V. Då Filip II utsåg Margareta av Parma till ståthållare över Nederländerna blev Bryssel säte för dess regering.
Nederländska frihetskriget blev förödande för staden, som 1576–1585 var ockuperad av de upproriska men därefter återtogs av Alexander Farnese. Under Pfalziska tronföljdskriget 1695 attackerades staden av kung Ludvig XIV av Frankrike, vilket ledde till att hela stadens hjärta jämnades med marken, bland annat Grote Markt. Stadens stadshus klarade sig otroligt nog.
Under Maria Teresia av Österrikes regering blomstrade Bryssel upp på nytt, dess innevånarantal steg till 75 000. Sedan Kungariket Förenade Nederländerna bildats var Bryssel omväxlande med Haag säte för hovet och generalstaterna.

### Belgiska revolutionen

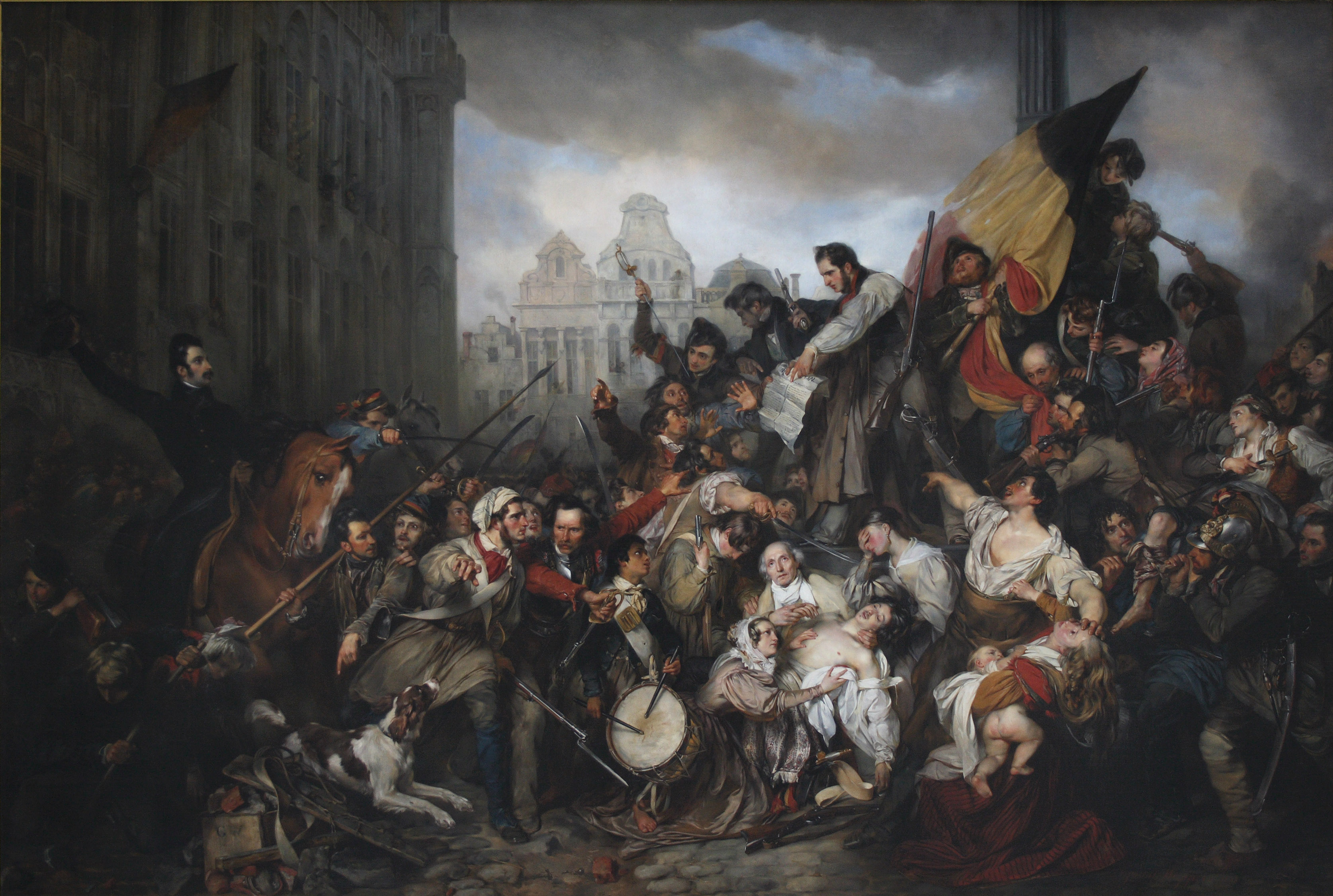
Episod ur belgiska revolutionen 1830, Gustaf Wappers (1834).

År 1830 ägde den belgiska revolutionen rum i Bryssel efter en föreställning av La Muette de Portici (på nederländska De Stomme van Portici) vid De Munt-teatern (på franska La Monnaie). Bryssel blev det nya landets huvudstad.
Den 21 juli 1831 steg Leopold I, Belgiens förste kung, upp på tronen, och lät påbörja arbetet med att riva Bryssels stadsmur och bygga nya byggnader. 
Under Leopold II:s regeringstid gick staden igenom många förändringar, exempelvis överbyggdes floden Zenne eftersom den förde sjukdomar med sig, en järnvägslinje började byggas och Tervuren-avenyn skisserades.

### De två världskrigen
Under hela första världskriget från 20 augusti 1914 hölls Bryssel besatt av tyskarna.
Från och med 10 maj 1940 under andra världskriget bombades Bryssel av den tyska armén, som 17 maj besatte staden. Staden undgick dock större skador under kriget, en av de byggnader som skadades var dock Gestapos högkvarter inrymt i Justitiepalatset – dess torn sprängdes bort och byggnaden eldhärjades. Den 3 september 1944 ryckte Eisenhowers allierade trupper in i Bryssel.

### Senare tid
Heyselkatastrofen ägde rum i staden den 29 maj 1985. Huvudstadsregionen Bryssel grundades 18 juni 1989.
Bryssel har varit värd för världsutställningar 1897, 1910, 1935 och 1958. Till utställningen 1958 byggdes Atomium.
Den 22 mars 2016 ägde terrordåden i Bryssel rum med tre koordinerade explosioner. De första två skedde vid flygplatsen Zaventem och en senare ombord på ett tunnelbanetåg vid stationen Maalbeek i Bryssels tunnelbana. Totalt dog 35 personer inklusive de tre självmordsbombarna och över 300 skadades, varav många allvarligt. Terrororganisationen Islamiska staten tog på sig ansvaret för attackerna.

## Geografi
Bryssel är beläget ungefär mitt i Belgien, 110 kilometer från den belgiska kusten. Staden ligger vid Scheldes biflod Senne och vid Willebroeck- och Charleroikanalerna. Willebroeckkanalen är mycket gammal och utvidgades 1829–1831 och åter efter första världskriget då den yttre hamnen mellan Laeken och Vilvorde tillkom.
Bryssels innerstad har formen av en femhörning och begränsades tidigare av fortifikationer. Numera kringgärdas femhörningen av boulevarderna Boulevard d'Anvers, du Jardin Botanique, Bisschiffshem, du Régent, de Waterloo, du Midi, de l'Abattoir, Barthélémy och de l'Entrepot. Områdena Laeken, Quartier Nord-est och Qartier Léopold har senare inkorporerats med staden. De båda senare är exklusivare villaförorter. Stadens äldre infartsled över Boulevard Maurice Lemmonnier, drogs fram i samband med att en ny bro över Senne byggdes 1867–1874. Den går parallellt med en annan viktig gata, Rue de la Régence och Rue Royale, som bildar gränsen mellan den äldre lägre liggande staden, la ville basse i väster och nordväst och den äldre lägre staden, la ville haute i öster och sydost på en rad kullar.

### 19 kommuner
Huvudstadsregionen Bryssel består av 19 kommuner som i praktiken utgör staden Bryssel.
| Anderlecht            |
| Auderghem             |
| Berchem-Sainte-Agathe |
| Bruxelles-Ville       |
| Etterbeek             |
| Evere                 |
| Forest                |
| Ganshoren             |
| Ixelles               |
| Jette                 |
| Koekelberg            |
| Molenbeek-Saint-Jean  |
| Saint-Gilles          |
| Saint-Josse-ten-Noode |
| Schaerbeek            |
| Uccle                 |
| Watermael-Boitsfort   |
| Woluwe-Saint-Lambert  |
| Woluwe-Saint-Pierre   |

## Arkitektur

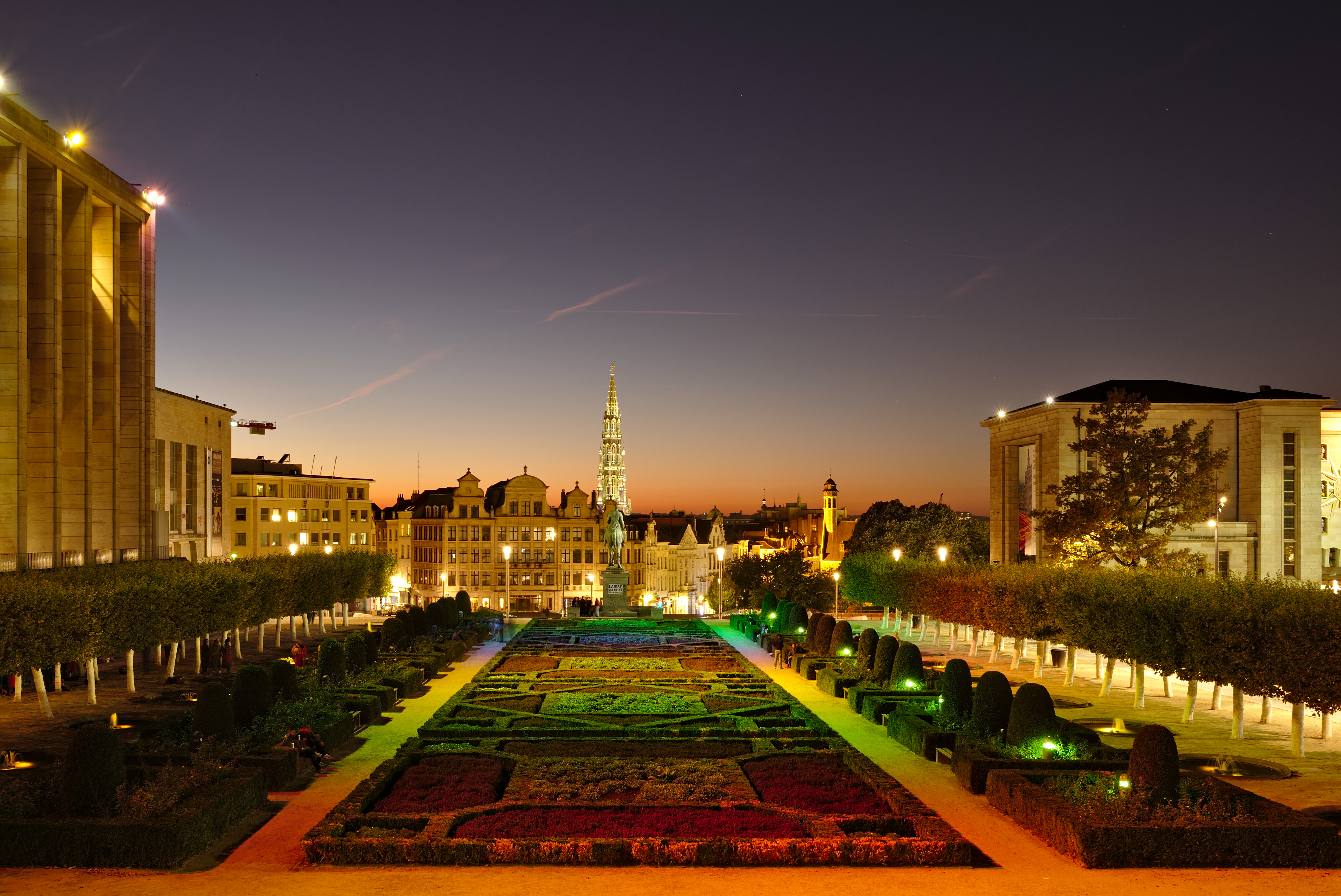
Mont des Arts med utsikt över centrala Bryssel.

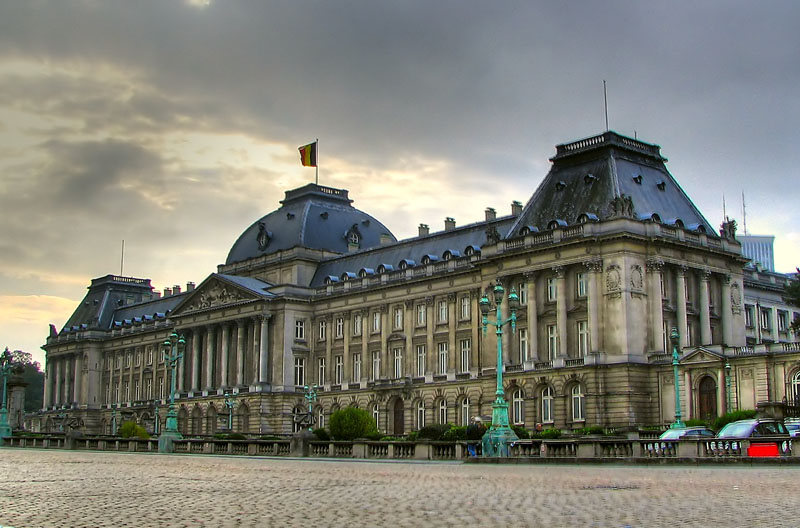
Kungliga palatset.

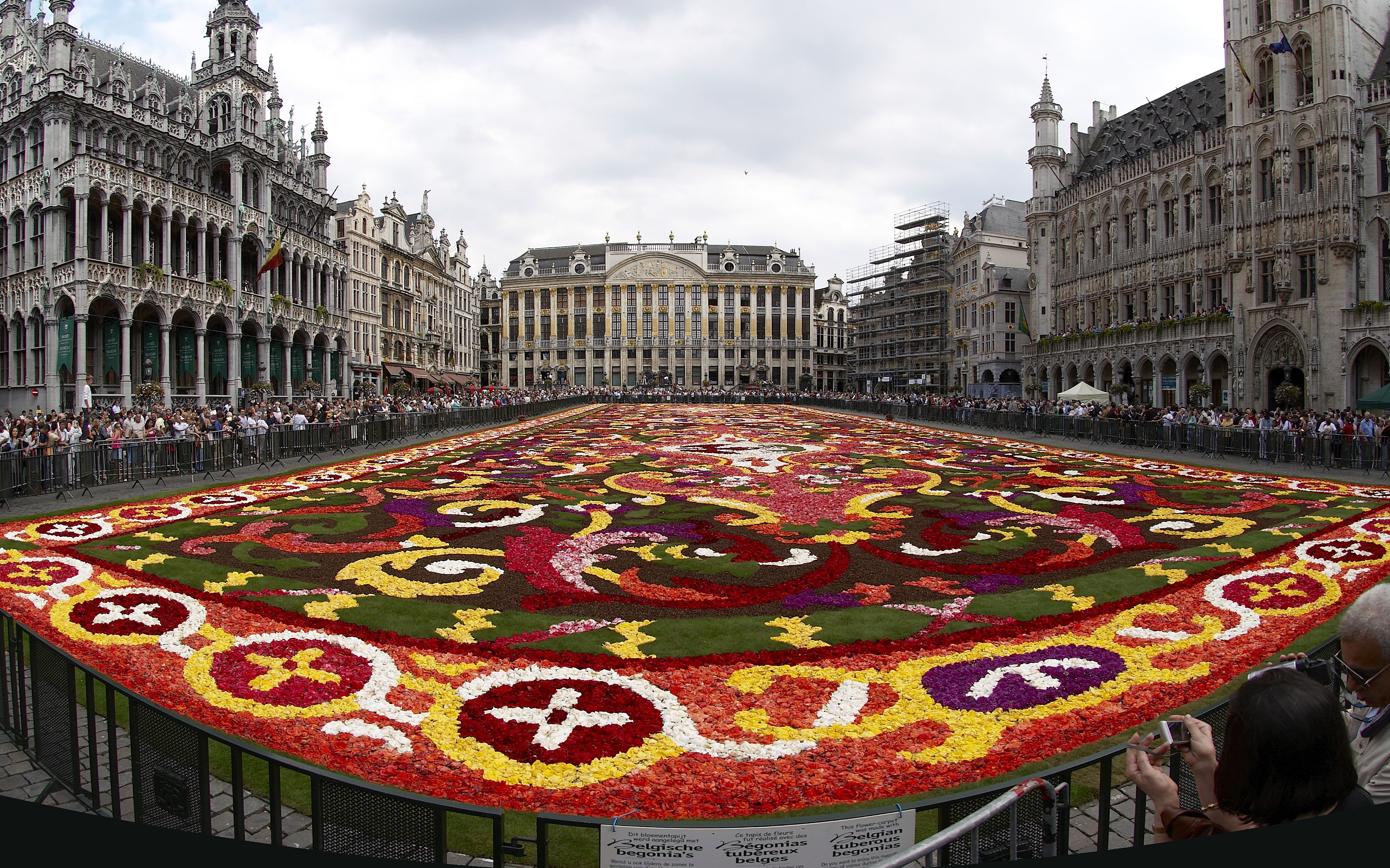
Grand-Place.

Bryssel utmärks mycket av arkitektur från jugend och art déco, där många av byggnaderna är skapade av nyskapande pionjärer som Victor Horta och Henry van de Velde eller andra kända brysselarkitekter som Paul Hankar, Antoine Pompe, Francois Strauven och P. Teenaerts. Även den österrikiske arkitekten Josef Hoffmann lät uppföra en av sina mest kända byggnader i staden. Bland senare tiders brysselarkitekter märks André Jacqmain och Charles Vandenhove.
Många av stadens äldre trånga gränder finns kvar även om innerstaden genomgick en omfattande ombyggnad på 1860-talet. I dess gamla centrum ligger Grand-Place som trots förstörelsen 1695 bevarat flera barockbyggnader. Här ligger bland annat stadshuset (Hotel du Ville) huvudsakligen från början av 1400-talet och Le Cygne som idag är en restaurang. Strax nordväst om Grand-Place ligger Place de la Bourse med börshuset uppfört 1871–1873 i klassicerande barock och kyrkan Saint Nicolas uppförd på 1400-talet. Norr här om ligger Place Sainte Catherine med kyrkan Sainte Cathrine, Place de la Monnaie med post- och telegrafhuset (byggt 1885-1892) och Monnaie-teatern (uppförd 1817, nedbrunnen 1855 men återuppförd efter de gamla ritningarna) samt Place de Brouckère. Söderut finns Grand Sablin samt Place de la Chapelle med kyrkan Notre Dame de la Chapelle (grundlagd omkring 1210 och huvudsakligen färdigställd 1483).
Västerut i staden på en av dess högsta punkter ligger den berömda St. Michael och St. Gudula katedralen. Bland kyrkans sevärdheter märks dess glasmålningar från 1500-talet. Här finns även nationalbanken (uppförd 1865) och Palais de la Nation. Längre söderut ligger gamla universitetsbyggnaden (uppförd 1849), Mont des Arts och Place Royale med en ryttarstaty av Gottfrid av Bouillon (uppförd 1848) och Palais Royal de Bruxelles (Kungliga palatset, uppfört 1827–1830, ombyggt 1905–1909) och Palais des Académies i södra delen av den närbelägna slottsparken. Vid Place Royal eller den närbelägna Place du Musée ligger museet för modern konst (uppfört på 1700-talet) och kungliga biblioteket (grundat 1837), Musée Acien (uppfört 1876) och Palais des Beaux Arts. Längre söderut ligger musikkonservatoriet (uppfört 1876–1877) som innehåller konstsamlingar och där drottning Kristina bodde 1655. På en höjd längre söderut reser sig det stora Justitiepalatset, påbörjat 1866 av Wellens efter ritningar av Joseph Poelaert och invigt 1883.

## Kommunikationer
Bryssels spårvägar är ett av världens tio största spårvägsnät med 19 linjer.
Bryssels tunnelbana består av fyra linjer samt av två spårvagnstunnlar (premetro). Metron byggdes åren 1965–1969, då som ett underjordiskt spårvägssystem (så kallad premetro). År 1976 uppgraderades systemet till en tunnelbana och det enda som behövde göras var att höja plattformarna till att passa till tågens golv. Det finns två premetrotunnlar som trafikeras av spårvagnslinjer.
Snabbtågssystemet Eurostar ansluter till Bryssel. De tre stora järnvägsstationerna är Bryssel Noord/Bruxelles Nord, Bryssel Centraal/Bruxelles Central och Bryssel Zuid/Bruxelles Midi.
Bryssel har två flygplatser, Bryssel-Zaventems flygplats i Zaventem (i regionen Flandern) och Bryssels södra flygplats vid Charleroi (i regionen Vallonien).
Ett antal motorvägar utgår från Bryssel och ansluter till stora delar av landet. Det belgiska motorvägsnätet är finmaskigt.
Bryssel har en ringled.

## Sport
Fotbollslaget RSC Anderlecht spelar i Jupiler League (Belgiens högsta division). Constant Vanden Stock Stadium (kallades Astrid Park mellan 1917 och 1983 i folkmun Émile Versé Stadium) är lagets hemmaarena och här spelades en semifinal i Europamästerskapet i fotboll 1972.
FC Brussels spelar i andra divisionen.
Här finns också Belgiens nationalarena Kung Baudouin-stadion (före detta Heyselstadion vars namn ändrades efter Heyselkatastrofen 1985). Där spelar Belgiens herrlandslag i fotboll och Belgiens herrlandslag i rugby. Här spelades finalen i Europamästerskapet i fotboll 1972. Öppningsmatchen i Europamästerskapet i fotboll 2000 spelades också här. UEFA Champions League-finalerna har gått här 1958, 1966, 1974, 1985 och 1996. Finalerna i Cupvinnarcupen i fotboll spelades här 1964, 1976 och 1980.

## Europeiska unionen
Bryssel fungerar som huvudort för Europeiska unionen, och är säte för de viktigaste politiska institutionerna i EU.
EU har inte formellt utsett en huvudstad, även om Amsterdamfördraget anger Bryssel som säte för Europeiska kommissionen och Europeiska unionens råd. Fördraget placerar det formella sätet för Europaparlamentet i den franska staden Strasbourg, där omröstningarna äger rum; dock förläggs mötena för politiska grupper och utskott (där det mesta arbetet sköts) formellt i Bryssel tillsammans med ett antal plenum. Tre fjärdedelar av parlamentet är idag placerat vid Espace Léopold. Mellan 2002 och 2004 hade även Europarådet sitt säte i staden. År 2017 öppnade Europeiska historiens hus i Bryssel, på initiativ av Europaparlamentet.

## Företeelser som är uppkallade efter Bryssel
- Brysselkex
- Brysselkål
- Brysselmatta
- Brysselpakten
- Brysselspets
- Brysselsteg
- The Muscles from Brussels